# ベクターホールディングス
株式会社ベクターホールディングス（英: Vector HOLDINGS Inc.）は、東京都新宿区に本社を置く日本の企業。

## 概要
オンラインソフトウェアのダウンロードサイト「Vector（ベクター）」を運営する企業。同サイトを通じてダウンロード販売やパッケージソフトウェアの販売、同サイトの広告販売なども行っている。

## 沿革
- 1989年（平成元年）2月3日 - 有限会社ベクターデザイン設立
- 1994年（平成6年）7月 - フリーソフトウェア集「PACK2000 1994年後期版」を発刊
- 1995年（平成7年）12月 - ソフト流通サイト「THE COMMON for Software」開設
- 1996年（平成8年）
  - 10月 - サイト名を「Vector Software PACK」に改称
  - 11月 - 株式会社ベクターに改組・商号変更
- 1997年（平成9年）9月 - ソフトバンク（現在のソフトバンクグループ）と提携
- 1998年（平成10年）
  - 3月 - ソフト対象の送金サービス「シェアレジ」開始[1]
  - 10月 - サイト名を「Vector」に改称
- 1999年（平成11年）7月 - ソフト販売サービス「プロレジ」開始
- 2000年（平成12年）8月 - 大阪証券取引所ナスダックジャパン（現ジャスダック証券取引所 ）に上場
- 2003年（平成15年）7月 - アダルトゲーム情報サイト「Galge.com」をオープン
- 2006年（平成18年）
  - 10月 - 拡張ブログサービス 「maglog」のオープンβを開始
  - 11月 - MMORPG「MicMacオンライン」の正式サービスを開始
- 2007年（平成19年）12月 - MMORPG「WonderLand Online」の正式サービスを開始
- 2009年（平成21年）
  - 4月14日 - ブラウザゲーム専用ポータルサイト「ブラゲタイム」サービス開始。
  - 12月 - ベクターPCショップのアダルトゲーム・同人ソフトカテゴリが「デジガールストア」として独立
- 2010年（平成22年）
  - 1月 - モバゲータウンにてソーシャルゲーム「こいけん!」の正式サービスを開始
  - 4月 - 「Galge.com」更新停止
  - 5月 - MMORPG「Angelic Crest」の正式サービスを開始
  - 6月14日 - セキュリティ上の理由から、日本国内で広く使われてきたLZH形式でのファイル登録受付を停止[2]
  - 6月16日 - 「NAVYFIELD NEO」がサービス終了。開発元が「NAVYFIELD」として運営を引き継ぐことになった。
  - 7月 - MMORPG「レインボーアーチ〜童話王国〜」の正式サービスを開始
  - 9月 - MMORPG「ソウルアライブオンライン」の正式サービスを開始
  - 10月1日 - スマートフォンのandroid用アプリケーションポータル「Android app」プレオープン [3]
  - 12月22日 - MMORPG「フルメタルライド」の正式サービスを開始
- 2011年（平成23年）
  - 5月19日 - MMORPG「Finding Neverland Online」の正式サービスを開始
  - 6月8日 - MMORPG「KNIGHTS of KINGDOM」の正式サービスを開始
- 2019年（平成31年・令和元年）
  - 1月 - 「App Pass」運用受託業務を開始
  - 3月20日 - オンラインゲーム事業からの撤退を表明
  - 5月8日 - ライオンズフィルムへの自社7タイトルおよび他社委託タイトルの運営権の譲渡が完了し、オンラインゲーム事業より正式撤退。
  - 9月 - 本社事務所を東京都渋谷区に移転。スマートフォンPayPayボーナスポイントモール「QuickPoint」サービスを開始。
- 2021年（令和3年）
  - 2月 - 「みんなの電子署名」サービス開始。
- 2022年（令和4年）
  - 3月 - 「みんなのタイムスタンプ」サービス開始。
  - 10月12日 - ベクターの新社長に渡邊正輝（イーグルキャピタル代表取締役社長）が就任。
  - 12月7日 - ソフトバンクが保有していた株式（総議決権数に対して25.94%）が投資ファンドのイーグルキャピタルに譲渡され、ソフトバンクの子会社から離脱[4]
- 2023年（令和5年）
  - 3月 - 本社事務所を東京都新宿区に移転。
  - 6月26日 - 株式会社ベクターホールディングスに商号変更[5]。
- 2024年（令和6年）
  - 12月 - ホームページのサービス（hp.vector）を終了した[6][7]。

## ソフトウェアダウンロードサイト「Vector」
アメリカではパブリックドメインソフトウェアのCD-ROM化が流行っているとの話を聞き、アマチュア制作のユーティリティ、ゲームなどのフリーウェア、シェアウェアをCD-ROMに収録した書籍を1994年7月に「PACK2000 1994年後期版」として発刊。
その後、インターネットの普及に合わせて1995年にはインターネット上で無料でソフトを配布するサイト「THE COMMON for SOFTWARE」を立ち上げた。その後サイトは「Vector Software PACK」「Vector」と改名。インプレスが運営する「窓の杜」と並び、老舗のソフトウェアダウンロードサイトである。
膨大な数のソフト（フリーソフト・シェアウェア）が同サイトに登録・公開されており、訪問者は自由にダウンロードができる。また、ソフト更新情報などを提供するメールマガジンや、登録したソフトの更新を確認できる「ソフトウォッチ」も提供している。
1998年からは「シェアレジ」としてシェアウェアの代金を利用者から徴収して作者に払う代行サービスを提供しており、販売を同社を通じて行うこともできる。
1999年には「プロレジ」と呼ばれる決済システムを開始し、一般市販ソフトを対象に本格的ダウンロード販売を行うようになった。
2009年にはダウンロードされたソフトウェアの累計本数が14億本を超え、2016年には20億本を超えた。

### Galge.com
2003年7月22日、美少女ゲーム専門ライブラリサイトとして「Galge.com」を立ち上げた。ゲーム情報の配信やゲームの体験版・デモの配布、ゲームやグッズの販売などを行った。ゲームの販売は後述のデジガールストアへ引継ぎ、2010年5月に閉鎖。

### デジガールストア
2009年（平成21年）12月25日、ベクターPCショップのアダルトゲーム・同人ソフトカテゴリを分離して「デジガールストア」を立ち上げた。2014年1月15日に閉鎖。

## 主な事業

### ソフトウェア販売事業
自社が運営するサイトで「シェアレジ」「プロレジ」によるソフトウェアの販売。

### サイト広告販売事業
自社が運営するサイトに表示する広告を販売。

### App Pass事業
ソフトバンクが提供するAndroidスマートフォン向けアプリ取り放題サービス「App Pass」の運営を受託。

### QuickPoint事業
PayPayボーナスを獲得できるポイントサイト「QuickPoint」の運営。

## 不祥事

### ソフトウェアダウンロードサイト「Vector」のウイルス感染
2006年（平成18年）9月27日1時頃から13時30分頃にかけて、「Vector」においてウイルス感染したソフトウェアがダウンロード可能な状態になっていた。感染したタイトル数は3956タイトル、ダウンロード回数は1107回であった。
- 9月27日 - 12:00頃、ベクター社内のパソコンでコンピュータウイルスが検出される。公開用サーバへの感染の可能性も否定できないため、13:30からダウンロードサイトのすべてのダウンロードサービスを停止[12]。
- 9月28日 - ウイルススキャンにおいて安全が確認されたソフトから、ダウンロード配布が順次再開される[13]。
- 9月29日 - この日現在で掲載されているソフトのうち3,986タイトルが9月27日1:00から13:30までの間、ファイル感染型ウイルスに感染していたことが公表される[14]。
- 10月5日 - 感染していた3,986タイトルのうち155タイトルが、最大1,107回ダウンロードされていたことが公表される[15]。

### 不正アクセスによる個人情報流出
2012年3月22日、同社のサーバーに不正アクセスの痕跡があり、一部クレジットカード情報を含む、最大で26万件の個人情報が流出した可能性があると発表した。
2012年6月12日、本不正アクセスにより、運営するオンラインゲームポータル「GAMESPACE 24」のIDとパスワードの一部に流出の嫌疑があることが判明したため、全ユーザーにパスワード変更を依頼した。
2012年7月5日より順次、恒久対策としてワンタイムパスワード認証システムを導入した。
2012年7月24日、調査結果の最終報告として、流出があったのは463件のクレジットカード情報であること、流出が疑われるのはオンラインゲームポータルサイトのIDとパスワードの一部であることを発表した。

## かつての事業

### オンラインゲーム事業
オンラインゲームは、PCなどのクライアントにダウンロードしインストールする従来型オンラインゲーム、PC上のブラウザ上で動作し、ダウンロードやインストールが不要なブラウザゲーム、AndroidやiOS向けのスマートフォンゲームの3分野で提供していた。また、ベクターの会員IDとパスワードを他社運営のゲームで使用できるようにしたチャネリングサービスも提供していた。
2013年3月期には同社の売り上げの74.0%を占めるなど、一時は同社の中心的な事業であった。
2006年にオンラインゲームに参入。2007年5月、オンラインゲームポータルの「GAMESPACE24」を株式会社サクセスから買収するなどし、事業を拡大した。
2009年4月にはブラウザゲーム専門ポータル「ブラゲタイム」をオープン。
2011年3月の東日本大震災をうけて、GAMESPACE24のアップデート進捗状況やイベント情報のメールマガジンを休止したが、2012年（平成24年）6月1日付けで配信を再開した。
2013年3月6日に「GAMESPACE24」とブラウザゲーム専門ポータル「ブラゲタイム」を統合し、オンラインゲームポータルサイト「VectorGame」とした。
2019年3月20日、オンラインゲーム事業を譲渡することを発表。その後譲渡先をライオンズフィルム株式会社に決定、5月8日に譲渡。これにより、ベクターはオンラインゲーム事業から撤退した。

#### ライオンズフィルムに譲渡したゲームタイトル

##### 従来型オンラインゲーム
GODIUS(ガディウス)
中世ヨーロッパを舞台としたMMORPG。2002年2月1日正式サービス開始。

##### ブラウザゲーム
ディヴァイン・グリモワール
ターン制のカードゲーム。譲渡後、2020年9月23日サービス終了。
ソラノヴァ
RPG。2012年12月13日サービス開始。譲渡後、2021年8月25日サービス終了。
ドラゴニックエイジ
剣と魔法の王道ファンタジーRPG。2015年12月3日サービス開始。
ヘクサウォーズ
タクティカルシミュレーションバトルRPG。
アステリアの伝説
ファンタジー世界を舞台にしたMMORPG。
ドラゴンリベンジ
譲渡後、2020年12月24日サービス終了

#### その他のかつて提供していたゲームタイトル

##### 従来型オンラインゲーム
サービス終了
- 「NAVYFIELD NEO」(ネイビーフィールド ネオ)

第二次世界大戦の艦隊戦をテーマとしたオンラインゲーム。Vectorでの提供は2010年（平成22年）6月16日に終了した。
- 「FULL METAL RIDE 〜銀河の騎士〜」（フルメタルライド）

メタルライドと呼ばれるロボットを操作するのが特徴の2DMMORPG。2010年（平成22年）12月22日正式サービス開始。2012年（平成24年）3月30日サービス終了。
- 「DEMONS CODE」(デーモンズ・コード)

人と悪魔の契約により、魔法を使い大陸を冒険。正式サービスは2011年（平成23年）3月1日。2012年（平成24年）3月30日サービス終了。
- 「レインボーアーチ〜童話王国〜」

童話をテーマとした3DMMORPG。正式サービス2010年（平成22年）7月21日開始。画像は旧童話王国の2Dから3Dにはなった。2012年（平成24年）4月20日サービス終了。開発元の台湾などではその後もサービス提供されている。
- 「KNIGHTS of KINGDOM」（ナイツオブキングダム）

7つの世界(界域)があり、その中の一つで王になることを目指すファンタジーMMORPG。正式サービスは2011年6月8日。2013年6月7日サービス終了
- 「SOULALIVE ONLINE」(ソウルアライブオンライン)

2010年（平成22年）9月からスタートした3Dオンラインゲーム。体術と剣術などを駆使したバトル形式。1930年代の設定。2013年3月27日サービス終了。
- 「WonderLand Online」（ワンターランドオンライン）

古代から現代までが入り混じった破天荒MMORPG。2007年（平成19年）12月7日正式サービス開始。2013年9月24日でサービス終了。開発元の台湾ではその後もサービス提供されている。
- 「ソード・オブ・リベリオン」

独裁残虐な君主に挑むバトル形式のMMORPG。2011年（平成23年）10月6日正式サービス開始。2013年9月25日でサービス終了。
- 「三国ヒーローズ」

その名の通り三国志。国取りオンラインゲーム。正式サービス2009年（平成21年）4月17日開始、2014年4月8日サービス終了。
- 「ぎごょしょくマスター」

2013年4月23日サービス開始。2014年4月9日サービス終了。ゲーム内容がミルキーラッシュに類似していたためか、ユーザーが増えず、サービス期間が1年に達することなく終了した。
- 「Angelic Crest」（エンジェリッククレスト）

戦艦の小隊長に任命されロボットに乗り込んで戦闘するMMORPG。2010年（平成22年）5月27日正式サービス開始。2014年（平成26年）5月27日サービス終了。
- 「ARK FRONTIER -時空漂流-」

突然異世界に行った主人公が仲間を増やしていく、3Dバトル形式のMMORPG。2012年7月17日正式サービス開始。2014年8月28日サービスが終了している。
- 「エターナル・アトラス -The Refined FNO-」

以前はFinding Neverland Online-聖境伝説-という名称だったが、2013年6月27日にタイトルを変更した。ファンタジー系オンラインゲーム、魔法とファンタジーの世界。正式サービスは2011年（平成23年）5月19日。（平成27年）2015年7月16日サービス終了。
- 「BOUNDRA　-パンドラ-」

2013年7月24日正式サービス開始。リアルな長身のキャラクターを操り戦闘。2015年6月24日サービス終了。
- 「ミルキーラッシュ〜晴空物語〜　大海原のトリトーン」

3Dの可愛いキャラクターを造り冒険するMMORPG。2011年（平成23年）11月22日正式サービス開始。以前は晴空物語というタイトルだったが、ミルキーラッシュがメインタイトルになり、2014年6月に大海原のトリトーンというサブタイトルを追加。トリトーンは職業の1つを指す。2011年11月、2315件のRMT(リアルマネートレード)などの不正利用者のアカウントを停止した。RMTはゲームのバランスを大きく崩すため、ベクター社のオンラインゲームは、規約でRMTを全面的に禁止している。2016年7月12日サービス終了。
チャネリングサービス
- 「幻想神域」

運営会社は X-LEGEND エンターティメントで、全体的にキャラクターは可愛く、幻神という仲間を増やしていく戦闘型MMORPG。ベクターでの利用開始は2014年5月。
- 「星界神話」
- 「SEVENTH DARK」

サービスが終了したチャネリングサービス
- 「ハンターヒーロー」

可愛いキャラを操りモンスター狩りをするゲーム。2014年（平成26年）10月30日正式サービス開始。2020年6月11日サービス終了。

##### ブラウザゲーム

###### パソコン向け
サービス終了
- 神創詩篇ミッドガルド・サーガ

2015年7月21日サービス終了
- ドラゴンクルセイド2

2015年12月15日サービス終了
- 創星紀アステルゲート

2013年11月正式サービス開始、2015年7月28日サービス終了
- ヴェルストライズ

2016年12月21日サービス終了
- 魔戦カルヴァ

2017年7月27日サービス終了
- リグレティア

2018年5月29日サービス終了
- 三国ベースボール

2018年6月27日サービス終了
- ランブルバースト

2017年8月24日サービス終了
- クリプトアイランド

2018年5月24日サービス終了
チャネリングサービス
- 戦国義風

ACCESSPORT提供→ビットクイーン提供
- 時空覇王伝

ASJ提供
- ブラウザ三国志

マーベラス提供
- World End Fantasy

ブライブ提供
- Dragoon Knights

Ingame提供
- League of Angels Ⅱ

ACCESSPORT提供→ビットクイーン提供
- バトル・ジェネラル

Ingame提供
- 大皇帝

Ingame提供
- 騎士と翼のフロンティア

Ingame提供
- 守護乙女フラウリッター

F2マーケティングジャパン提供
- ドラゴンアウェイクン

Ingame提供
- 少女とドラゴン-幻獣契約クリプトラクト

ライオンズフィルム提供
- League of Angels 3

モビディック提供
- スター・トレック ディープ・スリート

Ingame提供
- あやかしっくレコード

Ingame提供
- エターナルスカーレット

Ingame提供
- ぶっ飛び三国

Ingame提供
- サヴェージキング

Ingame提供
- 三国RANSE

Ingame提供
- ポルト・ミラージュ

モビディック提供
- 星間パイオニア

Ingame提供
- ラスト・ラグナロク

Ingame提供
- 空島クロニクル

Ingame提供
- カルテット・ファンタジア

Ingame提供
終了したチャネリングサービス
- WEBナイトカーニバル！
- ブラウザ一騎当千
- アマガル・アーマードガールズ
- 三国志WARS

2015年4月22日終了
- 月華美人～七つの神器～

2018年8月31日終了
ブライブ提供
- Guns of Soul

2019年2月6日終了
ゲームアイランド提供
- Road of Kingdom

2019年2月6日終了
ゲームアイランド提供
- カルマオンライン

2019年3月7日終了
ACCESSPORT提供
- CASTLE OF DAWN 夜明けの城

2020年6月17日終了
Ingame提供
- 月煌－Luster－

2020年7月8日終了
ACCESSPORT提供
- 第一艦隊

2020年7月31日終了
ブライブ提供
- ワンモア・フリーライフ・オンライン

アルファゲームス提供
ゲソてんby GMO
- ハッピーベジフル
- ゲゲゲの鬼太郎 妖怪横丁
- テルマエ・ロマエ

終了したゲソてんby GMO
- 魔法使いと黒猫のウィズPC

2020年2月17日終了
- ベジモン農場

2021年1月31日終了
mixiアプリ（パソコン向け）
- まじかるブラゲ学院 for mixi
- ファンタジーファーム
- おしゃべりカフェ

###### それ以外
- ベルアイル　2012年8月31日サービス終了。

###### モバイルゲームサービス
携帯電話（スマートフォン含む）・SNS向けゲームサービス。当初は自社サイト内にてサービスを開始したが、年を追う毎にMobage等の他社プラットフォームへのゲーム供給が増加した。
終了したサービス
- えんむす! （Mobage、ハンゲーム、ニコニコアプリ）
- 乙女デスク （自社サイト、Mobage、mixiアプリ）
- 恋する私の王子様 （自社サイト、Mobage、Yahoo!モバゲー、mixiアプリ）
- 恋する私の剣士様 （Mobage、ixen）
- サイキック少女大戦!（Mobage）
- ドラゴンクルセイドMOBILE （Mobage）
- ナイプリ! （Mobage）
- あるけみ! （Mobage）
- こいけん! （Mobage、Yahoo!モバゲー）
- こいけん2!! （Mobage、GREE）
- らぶでゅえ! （Mobage）
- きらめき!熱血☆ラ部 （Mobage）
- おしゃべりカフェ （mixiアプリ）
- えんむす!ぷらすっ （Mobage、GREE、dゲーム） ※モバイルファクトリー開発

##### スマートフォンゲーム
- アルカナ・マギア

Android、iPhone
2013年6月7日サービス開始、2016年9月21日サービス終了
中国のiFREE Studio Limitedが開発した。原題「魔卡幻想」。
- だいすきナンプレ！

Android
2014年8月4日サービス開始。
- 東京ダンジョンRPG ひめローグっ！

Android、iPhone
2016年5月12日正式サービス開始、2016年9月30日サービス終了
株式会社ゼロディブが開発。
- B.LEAGUE ドリームアリーナ

Android、iPhone
2017年4月24日サービス開始、2018年4月18日サービス終了
テコテックと共同で企画、運営している。
- 侵攻のオトメギアス

Android、iPhone
2017年9月14日サービス開始、2018年10月22日サービス終了
上海盛月網絡科技有限公司が開発した。原題「小小軍姫」。
- アビストライブ

Android、iPhone
2017年12月4日サービス開始、2019年5月15日サービス終了
百奥家庭互動有限公司が開発した。原題「造物法則」。
- 幻想大陸エレストリア

2018年10月25日サービス開始、2019年5月15日サービス終了
台湾のAuer Media & Entertainmentが開発した。原題「神殿戦記」。